# Normalisation des données postales
 (mai 2020).
 (signalé en août 2025).
Si vous disposez d'ouvrages ou d'articles de référence ou si vous connaissez des sites web de qualité traitant du thème abordé ici, merci de compléter l'article en donnant les références utiles à sa vérifiabilité et en les liant à la section « Notes et références ».
- Archive Wikiwix
- Bing
- Cairn
- DuckDuckGo
- E. Universalis
- Gallica
- Google
- G. Books
- G. News
- G. Scholar
- Persée
- Qwant
- (zh) Baidu
- (ru) Yandex
- (wd) trouver des œuvres sur Wikidata

 (août 2025).
Motif : aucune source ne vient attester cet article. Par ailleurs, l'article est orphelin et sans interwiki
- Archive Wikiwix
- Bing
- Cairn
- DuckDuckGo
- E. Universalis
- Gallica
- Google
- G. Books
- G. News
- G. Scholar
- Persée
- Qwant
- (zh) Baidu
- (ru) Yandex
- (wd) trouver des œuvres sur Wikidata

| 1. | Préciser le motif de la pose du bandeau. | Précisez le motif de la pose du bandeau en utilisant la syntaxe suivante : {{admissibilité à vérifier\|date=août 2025\|motif=remplacez ce texte par le motif}}                                          |
| 2. | Informer les utilisateurs concernés.     | Pensez à avertir le créateur de l'article, par exemple, en insérant le code ci-dessous sur sa page de discussion : {{subst:avertissement admissibilité à vérifier\|Normalisation des données postales}} |

## Normalisation des données postales
La normalisation des données postales permet de confronter des bases de données à des référentiels postaux en s’assurant de la fiabilisation des données postales qui sont proposées. 
La normalisation des données permet d'améliorer la qualité des informations maintenues dans les bases de données afin d'améliorer les performances de l'entreprise sur plusieurs niveaux.

## En savoir plus
- Adresse postale (avec description des normes dans certains pays)
- Audit de données
- Saisie de données
- Format de données
- Gestion des données
- Nettoyage de données